# Scott Schoeneweis
Scott David Schoeneweis, né le 2 octobre 1973 à Long Branch (New Jersey) aux États-Unis, est un ancien joueur américain de baseball évoluant en Ligue majeure de baseball de 2003 à 2010. Il remporte la Série mondiale 2002 avec les Angels d'Anaheim. Schoeneweis commence la saison 2010 avec les Red Sox de Boston, mais il est libéré de son contrat le 20 mai 2010.

## Carrière
Après des études secondaires à la Lenape High School de Medford (New Jersey), Scott Schoeneweis suit des études supérieures à l'Université Duke où il porte les couleurs des Duke Blue Devils de 1993 à 1996.  
Scott Schoeneweis est drafté le 4 juin 1996 par les California Angels au troisième tour de sélection. Il signe son premier contrat professionnel le 14 juin 1996. Il passe trois saisons en Ligues mineures avant d'effectuer ses débuts en Ligue majeure le 7 avril 1999 et prend part à la saison 2002 des Angels qui s'achève en victoire en Série mondiale. 
Lanceur partant jusqu'à la mi-saison 2002, il devient ensuite lanceur de relève. Échangé aux White Sox de Chicago le 30 juillet 2003, Schoeneweis retrouve le poste de lanceur partant en 2004.
Il porte ensuite les couleurs des Blue Jays de Toronto (2005–2006), des Reds de Cincinnati (2006), des Mets de New York (2007–2008) et des Diamondbacks de l'Arizona (2009) comme lanceur de relève. Il signe chez les Red Sox de Boston le 26 mars 2010.
Schoeneweis commence la saison 2010 avec les Red Sox de Boston, mais il est libéré de son contrat le 20 mai 2010.